# Pi Hongyan
Pi Hongyan (Chin.: 皮红艳, pinyin: Pí Hóngyàn) (* 25. Januar 1979 in Chongqing, Volksrepublik China) ist eine Badmintonspielerin, die für Frankreich spielt.

## Karriere
Pi spielte bei den Olympischen Spielen 2004 in Athen, sie verlor dort im 1/16-Final gegen Seo Yoon-hee aus Südkorea. Besser platzierte sie sich in Peking bei den Olympischen Spielen 2008, als sie sich erst der Siegerin von 2004 und 2008, Zhang Ning, im Viertelfinale in drei Sätzen geschlagen geben musste und somit den geteilten fünften Platz erreichte.
Pi gewann das Damen-Einzel der Aviva Open Singapore 2006, dort bezwang sie im Finale die Holländerin Mia Audina mit 22–20, 22–20. Bei Badminton-Europameisterschaften gewann sie zwei Medaillen, 2004 war sie Vizeeuropameisterin nach der Finalniederlage gegen Mia Audina Tjiptawan und 2008 gewann sie eine Bronzemedaille, nachdem sie im Halbfinale an der wie sie selbst chinesischstämmigen späteren Titelträgerin Xu Huaiwen scheiterte. 2005 bis 2008 holte sie sich jeweils den Titel bei den Französischen Meisterschaften.
An Einzelturnieren gewann sie unter anderem bei den Croatian International und den Portugal International 2003.
2012 beendete sie ihre internationale Karriere.
Sie ist Botschafterin für Solibad.